# Good Profit
Good Profit: How Creating Value for Others Built One of the World's Most Successful Companies ("Buon profitto: come creare valore per altri ha costruito una delle società di maggior successo al mondo", ISBN 9781101904138) è un libro del 2015 di Charles G. Koch. È stato pubblicato negli Stati Uniti da Crown Business, marchio di Crown Publishing Group, una divisione di Penguin Random House LLC. Nel Regno Unito è stato pubblicato da Piatkus.
Si può considerare un seguito del libro del 2007 The Science of Success, del medesimo autore.

## Sommario del libro

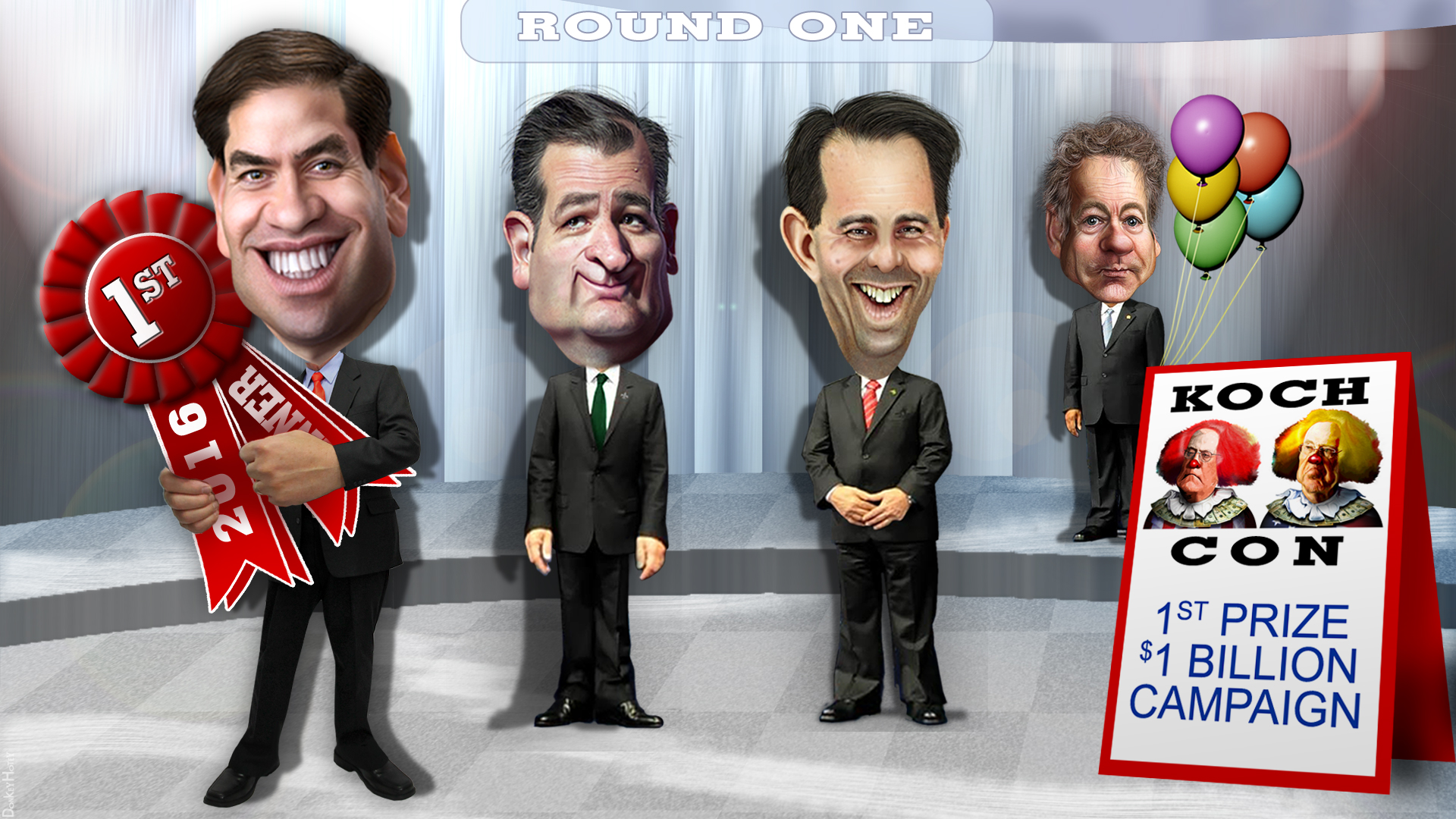
Una caricatura dei fratelli Koch con il senatore Marco Rubio, da loro favorito per la campagna presidenziale del 2016.

Nel testo, Koch spiega la strategia di business su cui si fondano le Koch Industries, che sono la seconda azienda privata degli Stati Uniti. Koch ne è il comproprietario, l'amministratore delegato e il presidente del consiglio di amministrazione. 
Questa strategia, o "cornice gestionale", è chiamata Market-Based Management (MGM) ("gestione basata sul mercato"). Koch dice che il suo libro è pensato per tutti i lettori d'affari che desiderano andare oltre "aneddoti, tormentoni, e liste della spesa" e applicare i metodi MBM per generare profitto per sé stessi, le loro imprese, e migliorare l'ambiente sociale nel complesso.
Spiegando lo MBM, Koch scrive che presuppone l'analisi del "business attraverso una mentalità win-win". Questa strategia, sostiene, ha permesso alla ditta di affrontare clamorosi cambiamenti geopolitici, economici, e tecnologici, ed al contempo di guadagnare ciò che lui descrive come "buoni profitti". Con ciò intende profitti che conseguono dal trattare i consumatori con rispetto, ponendo i loro valori al primo posto. Viceversa, "cattivo profitto" implica "mancare di rispetto ai consumatori obbligandoli a sovvenzionare il nostro business con i dollari delle loro tasse e prezzi maggiorati, divorando il buon profitto che altre società potrebbero aver guadagnato".
Il libro caldeggia, poi, un libero mercato, affrancato dalle distorsioni degli aiuti di Stato. Koch invoca l'eliminazione delle "distorsioni" del governo, come i mandati dell'etanolo e i dazi sulle importazioni. Sebbene le Koch Industries si avvantaggino "nel breve termine di queste distorsioni di mercato", afferma Koch, esse "non portano a buon profitto" e pertanto "lasciano praticamente tutti, noi compresi, in una situazione peggiore nel lungo periodo".
Koch spiega che ha condiviso volontariamente i principi MBM con altre ditte e organizzazioni, poiché confida che il successo di altri non diminuirà il suo. "Al contrario, MBM è win-win" ha dichiarato Koch, svelando la sua concezione per cui non ci sono scenari a somma zero.

## Dimensioni del Market-Based Management

### Idea
Koch sottolinea che al fine di raggiungere il successo di lungo termine un'impresa non può affidarsi ai profitti di breve termine ma deve accettare la necessità di quella che l'economista Joseph Schumpeter chiama "distruzione creativa". Ciò significa che una ditta deve innovare almeno con la stessa velocità del suo concorrente più abile.
Koch cita la massima di Adam Smith secondo cui "Il consumo è il solo fine e proposito della produzione; e gli interessi del produttore dovrebbero essere presi in considerazione solo fintantoché è necessario per promuovere quello del consumatore". Costruendo su questi concetti, Koch spiega che al centro del MBM sta la convinzione che il ruolo degli affari è "aiutare le persone a migliorare le loro vite offrendo prodotti e servizi che essi valutino di più delle rispettive alternative, e fare questo consumando meno risorse".

### Virtù e talenti
Koch spiega che il più importante attributo che la sua ditta ricerca nei potenziali dipendenti è "buon temperamento e valori compatibili". La società ha una lista di dieci "Principi guida", che comprendono integrità, conformità, creazione di valore, umiltà, rispetto. Koch approfondisce diffusamente ciascuna delle caratteristiche desiderate nei candidati al suo servizio, e delinea il processo mediante il quale la sua impresa cerca di far evolvere delle buone reclute come dipendenti ideali. Propone molte osservazioni che potrebbero sorprendere alcuni lettori, notando, per esempio, che seppure alcune ditte prediligano i laureati della Ivy League, "Koch ha ottenuto risultati molto migliori dalla Wichita State o Kansas State che da Harvard".

### Processi di conoscenza
Koch espone quella che lui chiama "innovazione dirompente", che implica "creare, acquisire, condividere, e mettere in pratica conoscenza". È importante, sottolinea, per un'impresa essere informati immediatamente degli sviluppi che si compiono in ogni parte del mondo, ed allineare le proprie attività di conseguenza. Riflette su pro e contro di ingaggiare consulenti, discute come trasformare le informazioni in risultati, ed arriva al concetto che "Sapere perché qualcosa è profittevole è spesso tanto importante quanto sapere che è profittevole". Discute inoltre procedure come il "benchmarking", che comporta "identificare, comprendere, ed adottare pratiche di eccellenza da qualsiasi parte del mondo".

### Diritti di decisione
La quarta dimensione del MBM consiste nei "diritti di decisione", che, spiega Koch, "devono riflettere i vantaggi comparativi dimostrati di un dipendente". Ad esempio, il tempo di un buon venditore dev'essere dedicato a concludere vendite, mentre l'analisi di tali vendite va lasciata ad un analista di vendite tecnicamente preparato. Questa divisione del lavoro, spiega Koch, porta ad una maggiore creazione di valore. Il conferimento ad un soggetto di diritti di decisione, ancora, non deve basarsi sulla posizione che quel soggetto occupa nella gerarchia aziendale. Alcune decisioni, continua Koch, vanno centralizzate, mentre mutate circostanza possono imporre di trasferire i diritti di decisione da una persona, reparto, o livello ad un altro. Koch altresì delinea la "Cornice decisionale" della sua ditta, una procedura in otto fasi che marca l'importanza di usare "non più passaggi o complessità di quanto è necessario per prendere una decisione seria".

### Incentivi
"L'MBM", scrive Koch, "non pone limiti a quanto può guadagnare un dipendente". Dare incentivi è importante, sebbene egli distingua tra "incentivi benèfici e incentivi perversi". I primi sono incentivi che "premiano la creazione di maggior valore sociale", mentre i secondi "motivano i dipendenti a fare le cose sbagliate". Gli incentivi benefici sono caratteristici delle società prospere; gli incentivi perversi si ritrovano in società, tra cui quelle comuniste, afflitte da povertà, spreco, e corruzione.

### Casi-studio e conclusione
Verso la fine del suo libro, Koch riporta quattro casi-studio in fatto di MBM tratti dalla storia aziendale di Koch Industries, precisando in che modo le cinque dimensioni dell'MBM si manifestino in ciascun esempio. Nella conclusione, rimarca l'importanza di afferrare l'MBM come una strategia "olistica" ed elenca numerosi errori da evitare quando si applichi l'MBM.

## Critica letteraria
Nella sua recensione di Good Profit per il Financial Times, Ed Crooks lo descrisse "inestimabile come finestra per comprendere una figura USA enormemente importante che è a disagio sotto i riflettori".
Recensendo il libro nel Wall Street Journal, Joseph Maciariello, professore emerito di scienze politiche e management presso la Claremont Graduate University, scrisse: "C. William Pollard, già amministratore delegato di ServiceMaster, ha sollevato la questione: 'Può un'impresa a fine di lucro produrre ricchezza, creare benessere, ed essere pure una comunità morale per lo sviluppo di personalità umana e interesse sociale?' In Good Profit il sig. Koch non solo porta un solido argomento per la risposta affermativa, ma offre altresì una cornice sistematica — volta ad affinare lo spirito ed il talento di dirigenti e dipendenti — per metterlo in pratica".
F.H. Buckley, scrivendo su American Spectator, ipotizzò che Good Profit sia stato "scritto per due distinti tipi di lettore": imprenditori ambiziosi e persone curiose di "sapere come una società che ripudia il capitalismo clientelare possa prosperare, come ha fatto Koch Industries". Koch, spiegò Buckley, crede in "un sistema di governo e leggi che permetta alla gente di svilupparsi — un sistema che definisce e protegge chiaramente i diritti di proprietà, fa rispettare i contratti, e che permette alla gente di parlare liberamente". Notando che questo punto di vista ha messo Koch "ai ferri corti con la Sinistra progressista", Buckley concluse: "Ci son stati innumerevoli romanzi e commedie sul fatto che la ricchezza nascerebbe dal crimine, o sui mali del capitalismo, opere di gente come F. Scott Fitzgerald ed Arthur Miller, gente che non aveva la più vaga idea del successo negli affari o nella vita. Che sollievo sentirla raccontare giusta!" 
Nella sua recensione di Good Profit per National Review, William Bennett, notando gli attacchi della sinistra ai fratelli Koch, sostenne che Charles Koch "andrebbe applaudito, non vilipeso", perché "cerca di risuscitare la nostra fede nell'imprenditorialità, laboriosità, amore del lavoro, e nella capacità delle persone libere di prosperare, innovare, e creare valore per sé stessi e per gli altri". Bennett rilevò che "la filosofia di Koch non è massimizzare il profitto di breve termine, ma piuttosto creare e sostenere valore per i suoi clienti nel tempo, ed anche in modo etico". Good Profit, affermò Bennett, "è una lezione di etica tanto quanto di gestione aziendale, e Koch è un'icona del business con l'anima e l'inclinazione di un filosofo" — un'icona, del resto, che presenta "l'immagine incoraggiante di imprenditorialità e lavoro di cui l'America ha bisogno oggi".
Good Profit è stato elogiato da John Mackey, co-fondatore di Whole Foods Market (di cui è anche un amministratore), che disse che "ti aiuta a scorgere la via del buon profitto — sia che tu lavori per una catena internazionale di supermercati, un'attività di media dimensione in una certa zona, o per la tua start-up". Il generale Richard B. Myers, ex capo del Joint Chiefs of Staff, l'ha chiamato "Il definitivo libro del 'come fare' per condurre un'attività di successo… Un must per chi voglia promuovere la propria impresa ad un livello superiore". John Schnatter, amministratore delegato di Papa John's Pizza, chiamò Koch "un patriota autentico" la cui "missione di una vita è rendere l'America quanto più forte possibile" e che "crede che i principi di opportunità economica che hanno guidato l'America meritano di essere protetti". Charles R. Schwab descrisse il libro come "un chiaro esempio del sogno americano e di quale vantaggio arrivi al nostro Paese quando degli imprenditori di successo creano nuovi posti di lavoro (con relativi incassi fiscali per i servizi del governo) al contempo procurando l'uovo d'oro per le cause filantropiche".